# Białoniowski Potok
Białoniowski Potok – potok, dopływ Lepietnicy. Jest potokiem 4 rzędu. Ma dwa źródłowe cieki wypływające w porośniętych lasem dolinkach wciosowych na zachodnich stokach Bukowiny Obidowskiej w Gorcach na wysokości około 980 i 960 m. Łączą się z sobą na wysokości około 860 m i od tego miejsca potok spływa jednym korytem w kierunku północno-zachodnim. Na wysokości około 740 m w miejscowości Obidowa uchodzi do Lepietnicy jako jej lewy dopływ. Następuje to w należącym do tej miejscowości osiedlu Białoniówka i stąd pochodzi nazwa potoku.
Cała zlewnia znajduje się poza granicami Gorczańskiego Parku Narodowego, we wsi Obidowa w województwie małopolskim, w powiecie nowotarskim, w gminie Nowy Targ. Górna jej część to porośnięte lasem stoki górskie, środkowa to położone na tych stokach pola uprawne, a dolna – zabudowane obszary Obidowej.